# Byrhustjärnen
Byrhustjärnen är en sjö i Dals-Eds kommun i Dalsland och ingår i Enningdalsälvens huvudavrinningsområde. Byrhustjärn ligger i Trestickla-Boksjön Natura 2000-område.